# Clare College (Cambridge)
Clare College, Kolegium Clare – jedno z kolegiów wchodzących w skład Uniwersytetu w Cambridge. Pełna, oficjalna nazwa kolegium to Rektor, Członkowie i Studenci Kolegium Clare na Uniwersytecie w Cambridge (The Master, Fellows and Scholars of Clare College in the University of Cambridge). Nazwa potoczna to Clare.
Jest to drugie, po Peterhouse, najstarsze istniejące kolegium tego uniwersytetu.

## Historia
Za rok powstania kolegium przyjmuje się 1326, kiedy to zarząd nad nim objął ówczesny kanclerz Uniwersytetu w Cambridge – Richard de Badew – który przez kilkanaście następnych lat wspierał je własnym majątkiem. W tym okresie kolegium nosiło nazwę University Hall. Pierwszym rektorem (ang. master) kolegium został Walter de Thaxted. W roku 1338 de Bedew przekazał swoje prawa do zarządzania kolegium lady Elizabeth de Clare, która zapewniła tej, ubogiej wówczas, instytucji finansowanie. Od roku 1339 kolegium zaczęło być nazywane Clare Hall . Nowa patronka zdecydowała też o zmianie charakteru kolegium: oprócz jedynie utrzymywania nauczycieli Uniwersytetu, miało też ono zapewniać możliwość studiowania ubogim chłopcom. Z tego powodu w roku 1346 rozpoczęto proces zmiany statutu kolegium. W Clare Hall lady Clare jako pierwsza w Anglii urzeczywistniła ideę kolegium, jako wspólnoty zrzeszającej studentów, rektora, wykładowców i absolwentów 
W roku 1521 budynki kolegium wraz z przechowywanymi w nich dokumentami strawił pożar i z tego powodu niewiele wiadomo o jego wcześniejszej historii i kształcie architektonicznym .
W roku 1548 na dworze królewskim pojawił się pomysł likwidacji kolegiów Clare Hall oraz Trinity Hall i utworzenia na ich bazie nowego kolegium zajmującego się kształceniem prawników. Jednak członek powołanej w tym celu komisji, biskup Nicholas Ridley, utrącił tę inicjatywę, w czym dopomogła dobra opinia, jaką cieszyło się kolegium dzięki gorliwemu zaangażowaniu w reformację jego słynnego członka, Hugh Latimera.
W roku 1856 kolegium zmieniło nazwę z dotychczasowej Clare Hall na obecną Clare College. Nazwa Clare Hall została w 1966 nadana utworzonemu przez Clare College nowemu kolegium, którego rolą jest wyłącznie kształcenie podyplomowe.
W roku 1972 Clare było jednym z trzech kolegiów Cambridge kształcących dotąd wyłącznie mężczyzn, które jako pierwsze zaczęły przyjmować kobiety na studia licencjackie  (dwa pozostałe to Churchill College i King’s College).

## Współczesność
Jednym ze strategicznych celów Kolegium Clare jest świadczenie usług edukacyjnych na najwyższym światowym poziomie przy utrzymaniu systemu kształcenia w małych grupach z wykorzystaniem własnego systemu nadzoru nad procesem kształcenia .
W roku akademickim 2016/17 Clare kształciło na studiach dziennych 676 studentów: 492 na studiach licencjackich, 59 na studiach magisterskich i 125 na studiach doktoranckich .
Roczne koszta utrzymania kolegium w 2015 wyniosły 13,087 mln £, a przychody finansowe 15,117 mln £ .
Według rankingu Tompkins Table szeregującego kolegia Uniwersytetu w Cambridge według wyników uzyskiwanych od 1997 na egzaminach przez ich członków będących studentami studiów licencjackich, Clare zajęło w 2016 roku 18. miejsce; 25,9% jego studentów uzyskało najwyższe noty (Firsts) . Najwyższą (trzecią) pozycję kolegium zajęło w 2002, a średnia zajmowana pozycja to 10,2.
Trzech uczonych pracujących w Clare College otrzymało Nagrodę Nobla:
| Noblista         | Dziedzina               | Rok  |
| ---------------- | ----------------------- | ---- |
| James Watson     | Fizjologia lub Medycyna | 1962 |
| Norman F. Ramsey | Fizyka                  | 1989 |
| Timothy Hunt     | Fizjologia lub Medycyna | 2001 |

## Architektura i ważniejsze budynki
Powstające w 1326 roku kolegium University Hall zajęło dwa budynki, które spłonęły w roku 1521. Odbudowa zajęła 15 kolejnych lat. Na początku XVII wieku budynki kolegium były już w tak złym stanie, że podjęto decyzję o przebudowie . W latach 1638–1715 wzniesiono zabudowania wokół Starego Dziedzińca, które przetrwały do dzisiaj.

### Old Court(Stary Dziedziniec)

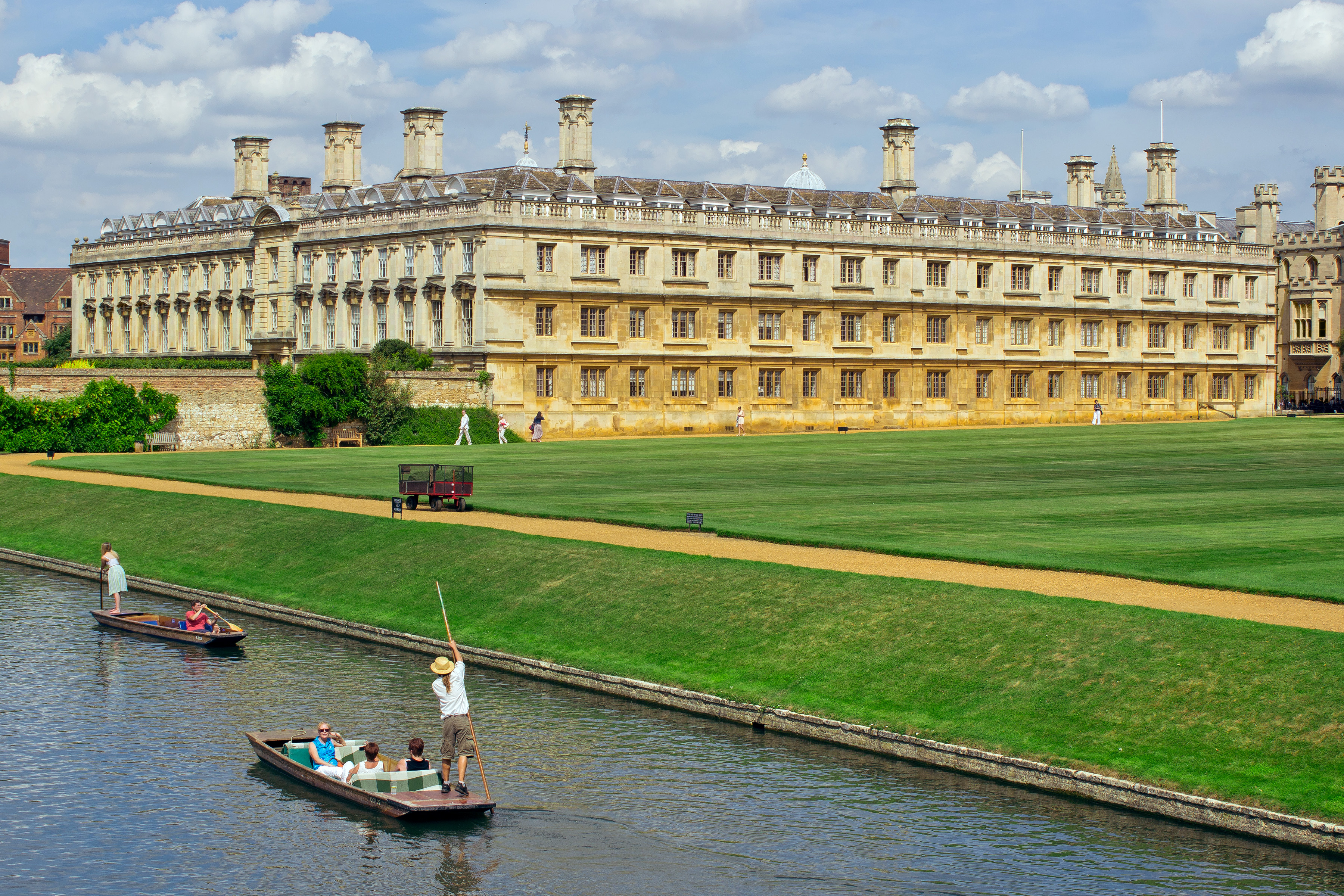
Stary Dziedziniec widziany z mostu King’s College

Trwająca niemal 80 lat zabudowa Starego Dziedzińca odbywała się pod kierunkiem dwóch architektów: Thomasa Grumbolda i jego syna Roberta. Opóźnienia w budowie związane były między innymi z wydarzeniami angielskiej wojny domowej, kiedy to Oliver Cromwell zrabował zebrane na budowę kolegium materiały by ufortyfikować zamek w Cambridge.
Wzniesione w stylu klasycystycznym budynki wzbogacone zostały elementami gotyckimi, czego przykładem jest sklepienie wachlarzowe w bramie głównej. Zajmująca północno-wschodni róg dziedzińca kaplica zaprojektowana została przez Jamesa Burrougha – architekta amatora i rektora sąsiedniego Kolegium Gonville’a i Caiusa. Wybudowano ją w latach 1763-69, a jej cechą wyróżniającą jest wysoka, drewniana latarnia.

### Clare Bridge (most Clare)

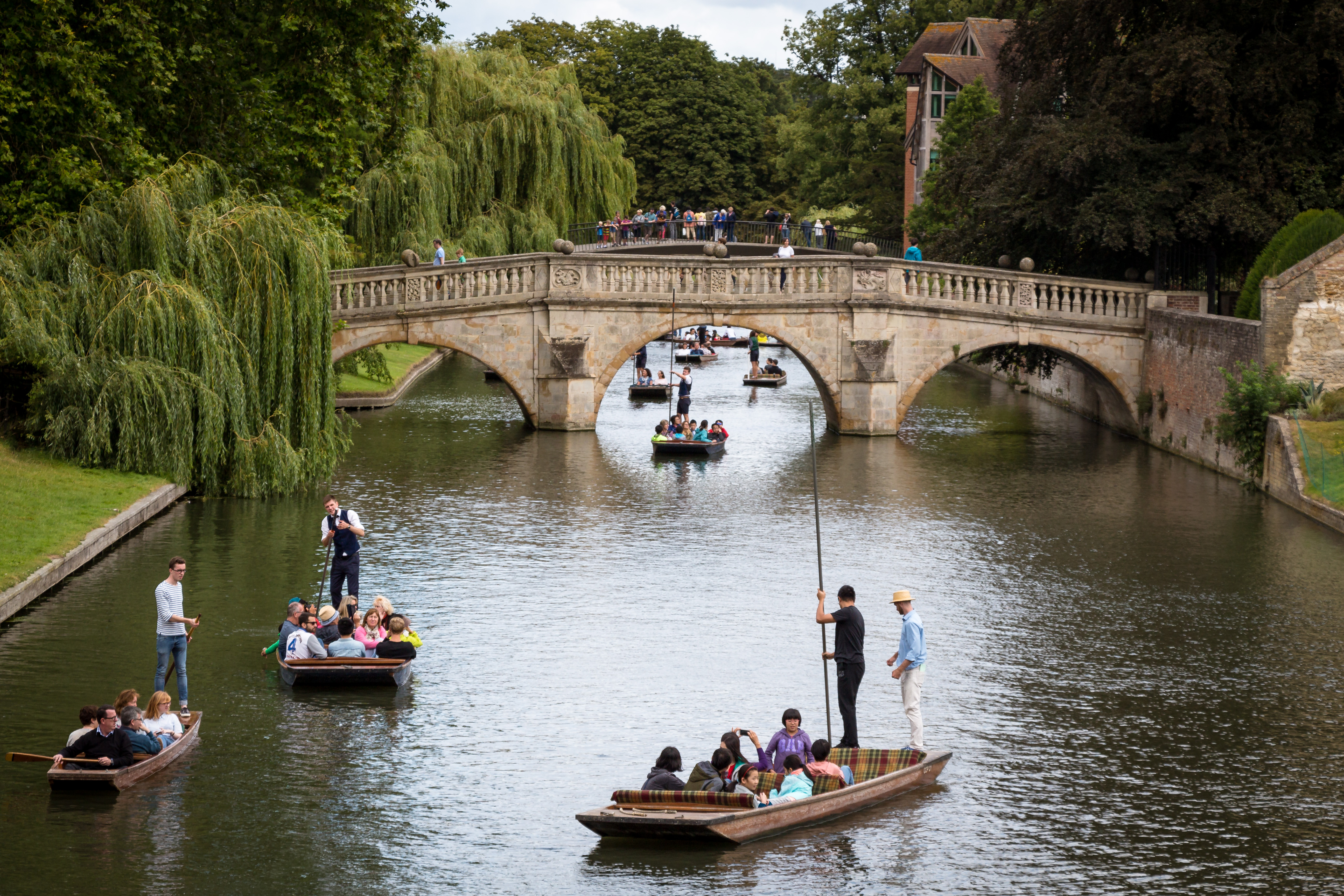
Clare Bridge

Mierzący 23 m (75 ft.) długości i nieco ponad 4 m (14 ft.) szerokości, wybudowany z wapienia most nad rzeką Cam wzniesiono w latach 1638-40 prawdopodobnie według projektu Thomasa Gumbolda. Początkowo miał służyć głównie jako dogodna droga transportu materiałów budowlanych podczas odbudowy kolegium oraz umożliwiać komunikację z resztą kraju w razie wybuchu zarazy w mieście. Jest najstarszym z istniejących mostów w Cambridge .

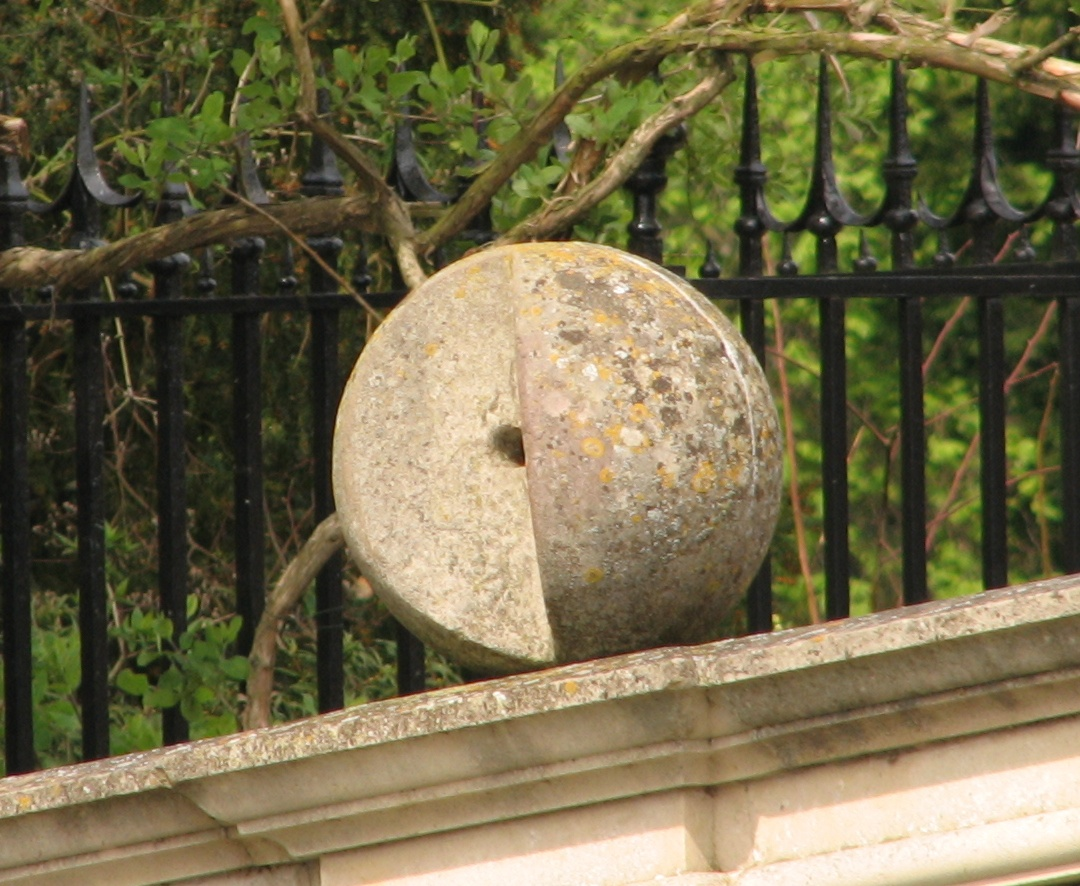
Niepełna kula na poręczy mostu

Poręcze mostu zdobi 14 kamiennych kul, z których jedna (druga od strony brzegu zachodniego, po stronie południowej mostu) ma z nieznanego powodu wycięty klin na ⅛ obwodu, co stanowi osobliwość mostu i atrakcję turystyczną. Jest też inspiracją dla tworzenia legendarnych wyjaśnień składających się na lokalny koloryt kolegium.
Na zachodnim brzegu rzeki dostęp do mostu zamyka wzniesiona w roku 1714 żelazna brama, która oddziela go od ogrodu Fellow’s Garden.

### Memorial Court (dziedziniec Memoriałowy)

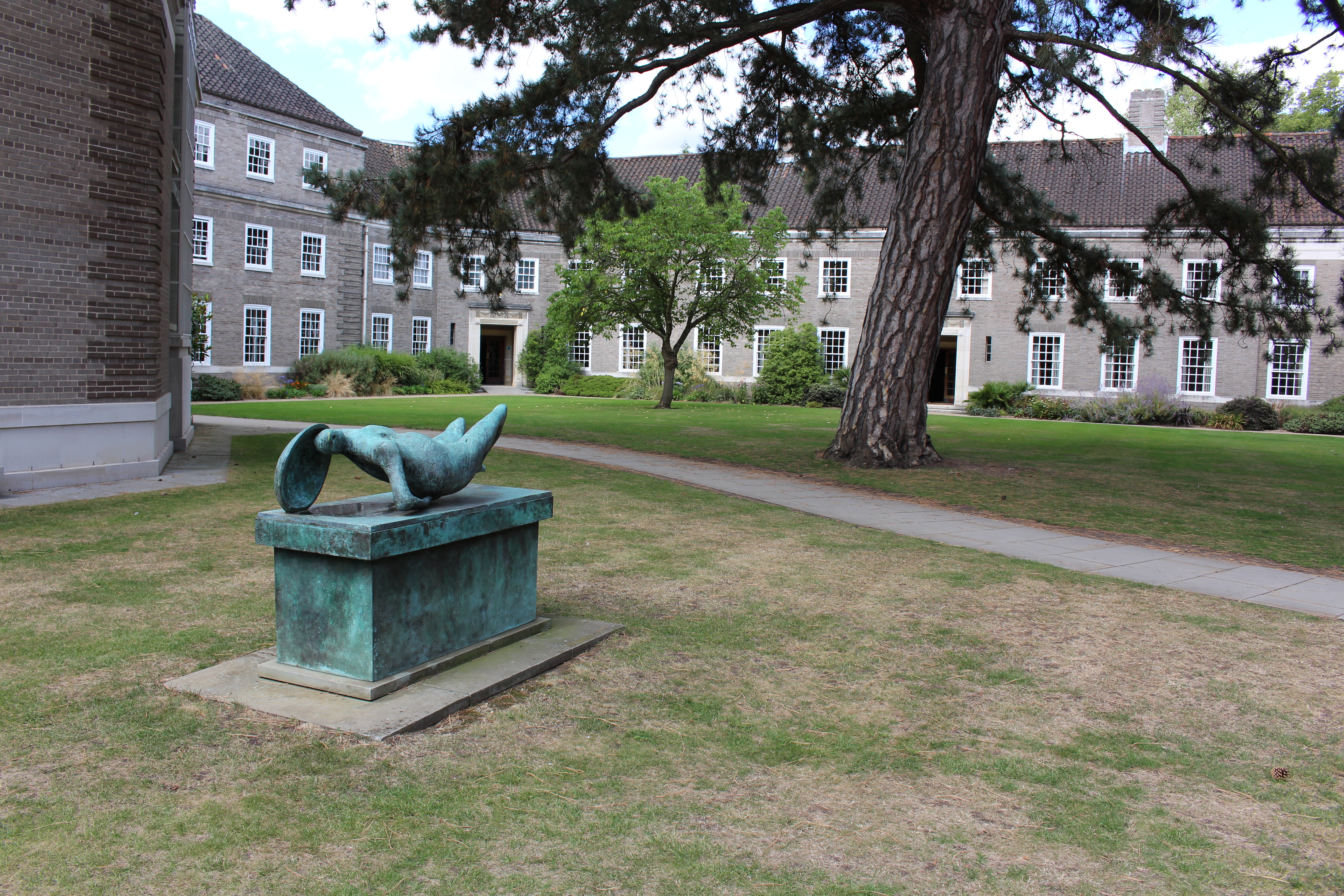
Dziedziniec Memoriałowy

W związku ze zwiększaniem się liczby studentów, po zakończeniu I wojny światowej podjęto decyzję o wybudowaniu kolejnego kompleksu budynków, który miał jednocześnie stanowić upamiętnienie poległych podczas tej wojny członków kolegium. Zaprojektowany przez Gilesa Gilberta Scotta budynek Memoriałowy (Memorial Building) wzniesiono po zachodniej stronie rzeki w latach 1922-35 (następnie w osi tego budynku dobudowano zaprojektowaną przez tego samego architekta nową bibliotekę uniwersytecką, tworząc w ten sposób dziedziniec Memoriałowy (Memorial Court)). W roku 1955 otwarto zaprojektowane także przez Scotta rozszerzenie Dziedzińca Memoriałowego upamiętniające członków kolegium poległych podczas II wojny światowej. Prace sfinansował amerykański filantrop Paul Mellon, będący członkiem kolegium. W 1986 dobudowano budynek biblioteczny, dzieląc w ten sposób dziedziniec na dwa mniejsze: Memorial Court i Ashby Court. Ozdobę dziedzińca Memoriałowego stanowi rzeźba Henry’ego Moore’a, przedstawiająca upadającego wojownika (The Falling Warrior).